# 亚碲酸铜
亚碲酸铜是一种无机化合物，难溶于水。

## 制备
亚碲酸铜可由硫酸铜和可溶性亚碲酸盐反应得到，如：
CuSO4 + K2TeO3 → CuTeO3↓ + K2SO4

## 性质
亚碲酸铜难溶于水，强热分解：
CuTeO3 → CuO + TeO2
可以被碳还原为碲化铜(CuTe)。